# Madelyne Delcroix
Pour les articles homonymes, voir Delcroix.
Madelyne Delcroix, née le 30 janvier 1946 à Wattrelos (Nord), est une championne de voltige aérienne française sur avion.

## Biographie
Madelyne Delcroix est née en 1946 à Wattrelos, dans le nord de la France. Elle passe son brevet de pilote en 1963 (avec comme moniteur Gérard Verette, membre de l'équipe de France de voltige aérienne) et sous l'impulsion de son père André Delcroix elle se met à la voltige aérienne, au début pour des raisons de sécurité, puis elle se prend au jeu de la compétition. Elle remporte plusieurs compétitions de voltige de 1964 à 1968 puis suspend son activité aéronautique jusqu'en 1978, période pendant laquelle elle a trois enfants, Isabelle, Julien et Arnaud (et par la suite 8 petits enfants). Elle se marie en 1983 avec un autre champion de voltige aérienne : Sandor Katona (en) et commence l'année suivante la voltige-planeur côté coulisse où elle occupe jusqu'à aujourd'hui presque tous les postes (assistante-juge, juge, jury, scoring, assistante du directeur de la compétition, directrice de compétition et entraîneuse de son époux jusqu'en 1994). 
Elle participe aux premiers championnats du monde de planeur en 1985, puis reste dans la compétition en tant que membre de jury international jusqu'à ce jour, sauf quand elle a été directrice des championnats du monde en 1995 et championnats d'Europe en 2000. Elle participe aussi à l'organisation des championnats internationaux de voltige avion de 1984 à 2015.
Représentant la France à la Commission internationale de Voltige aérienne (CIVA) en tant que technicienne spécialiste, elle y est élue au bureau de 2007 à 2014, puis y est membre coopté chargé des déplacements des officiels.
Depuis 1981 elle habite à Colmar.

## Palmarès
- Classée première de la Coupe Marcel Doret en 1964
- Première du Trophée Biancotto en 1965
- Classée cinquième aux Championnats catégorie féminine, à Moscou en 1966
- Championne du monde en 1968 à Magdebourg en RDA[1]

## Récompenses
- Chevalier du Mérite National (parrain le général Léon Cuffaut, figure du régiment de chasse Normandie-Niémen)
- Médaille de l'Aéronautique (parrain Pierre Closterman)
- Recipiendaire du Diplôme Léon Biancotto en 2018

## Autres activités aéronautiques
- Juge assistant en 1979, 1983
- Membre du Jury international de 1987 à 1994, en 1996, 1998, 1999, et tous les ans de 2001 à 2019.
- Bénévole aux championnats du monde et d'Europe en 1984, 1987, 1989, 1990, 2004, 2006, 2009,2013, 2015
- Assistante du directeur de compétition aux championnats du monde et d'Europe en 1991, 1992, 1997, 2001, 2006, 2015
- Directrice de compétition aux championnats du monde et d'Europe 1995, 2000
- Directrice des championnats de France de voltige-planeur de 1989 jusqu'au milieu des années 2000